# Cora Vreede-de Stuers
Jkvr. Suzanne Coralie Lucipara de Stuers, schrijvend onder de naam Cora Vreede-de Stuers (Bodegraven, 29 november 1909 — Baarn, 11 december 2002) was een Nederlandse bibliothecaris, cultureel antropologe en vrouwenemancipator.

## Biografie
De Stuers werd geboren als telg uit het geslacht De Stuers en dochter van jhr. Eugène de Stuers (1879-1940), directeur van een machinefabriek, en jkvr. Susanna Teding van Berkhout (1881-1961), telg uit het geslacht Teding van Berkhout. Ze trouwde in 1933 met prof. Frans Vreede (1887-1975), telg uit het geslacht Vreede, waarna ze publiceerde onder de naam Cora Vreede-de Stuers; uit dit huwelijk werden geen kinderen geboren.
Na het Utrechts stedelijk gymnasium studeerde zij van 1928 tot 1935 kunstgeschiedenis, iconografie, etnologie en klassiek Maleis te Parijs. Daarna was ze van 1932 tot 1936 bibliothecaris aan de Universiteit van Parijs. In dat laatste jaar studeerde ze af waarna ze met haar man reizen maakte door Egypte, India en Indonesië. In de oorlogsjaren was ze geïnterneerd in Japanse kampen. Vanaf 1947 was ze hoofd van de bibliotheek van het Koninklijk Bataviaasch genootschap van kunsten en wetenschappen te Batavia; daar richtte ze, in opdracht van de Indonesische regering, ook de opleiding voor bibliothecarissen op, waarvan ze directrice werd en waarvoor ze een handboek schreef. In 1957 promoveerde ze summa cum laude te Parijs aan de Sorbonne op L'émancipation de la femme indonesienne. Vanaf 1959 was ze als onderzoekster werkzaam aan de Universiteit van Amsterdam. Zij deed onder andere onderzoek naar moslimvrouwen en naar meisjesstudenten in India. Vanaf 1969 was zij lector culturele antropologie en niet-westerse sociologie van Zuid-Oost-Azië hetgeen ze tot 1973 zou blijven.
Na haar pensionering bij de universiteit deed zij in opdracht van het toenmalige ministerie van Cultuur, Recreatie en Maatschappelijk Werk onderzoek naar migrantenvrouwen en -kinderen.
Vreede-de Stuers publiceerde tientallen artikelen en enkele boeken over met name Indonesië en de vrouwenemancipatie aldaar. Ze publiceerde eveneens over de feministen Kartini (1879-1904) en Johanna W.A. Naber (1859-1941). Verscheidene van haar studies werden vertaald. In 1971 redigeerde zij Buiten de grenzen. Sociologische opstellen aangeboden aan prof. dr. W.F. Wertheim, 25 jaar Amsterdams hoogleraar, 1946-'71. In 1999 werd ze benoemd tot erelid van het Landelijk Overleg Vrouwen en Antropologie (LOVA).
Jkvr. dr. S.C.L. Vreede-de Stuers publiceerde nog tot 1996 en overleed in 2002 op 93-jarige leeftijd.

### Eigen werk
- Handleiding voor het gebruik van de bibliotheek. Batavia, 1949.
  - Penuntun untuk mempergunakan perpustakaan. Batavia, 1949.
- Tjatatan tentang peraturan perpustakaan di Indonesia (Bahasa Indonesia - Belanda) = [Aantekeningen over de regeling van het bibliotheekwezen in Indonesia]. Djakarta, 1950.
- Nota van overgave van de conservatrice van de boekerij van de Lembaga Kebudajaan Indonesia "Kon. Bataviaasch Genootschap van Kunsten en Wetenschappen". [Djakarta, 1951].
- L'émancipation de la femme indonesienne. Paris/La Haye, 1959 (proefschrift).
  - The Indonesian woman. Struggles and achievements. 's-Gravenhage, 1960.
  - Sejarah perempuan Indonesia. Gerakan & pencapaian. Depok, 2008.
- Het pad van de waarheid. Het leven van Mahatma Gandhi verteld aan jongeren. Deventer, [1959].
- De Hindoe-maatschappij in beweging. [Amsterdam, ca. 1962].
- De Hindoese vrouw en moeder. Traditie en nieuwe denkbeelden. Amsterdam, 1962.
- The changing position of women in Indonesia. [Z.p., ca. 1967].
- Parda. A study of Muslim women's life in northern India. Assen, 1968.
- Meisjesstudenten in Jaipur. Haar houding tegenover sommige aspecten van het veranderende Hindoese familieleven. [Amsterdam, 1968].
  - Girl students in Jaipur. A study in attitudes towards family life, marriage, and career. Assen, 1970.
- Girl students in Kuwait. [Z.p.], 1974.
- De vrouw onder de buitenlandse werknemers. Een beschrijvende bibliografie. Rijswijk, 1976.
- De tweede generatie. Kinderen van buitenlandse werknemers in West-Europa en hun problemen. Een beschrijvende bibliografie. Amsterdam, 1979.
- Johanna W.A. Naber, 25.3.1859 - 25.5.1941. Bibliografie. Amsterdam, 1985.

### Vertaling
- Sitisoemandari Soeroto, Kartini. Pionierster van de Indonesische onafhankelijkheid en vrouwenemancipatie. Franker, [1984].